# Calheiros
Calheiros es una freguesia portuguesa del concelho de Ponte de Lima, con 8,89 km² de superficie y 1.047 habitantes (2001). Su densidad de población es de 117,8 hab/km².

## Galería

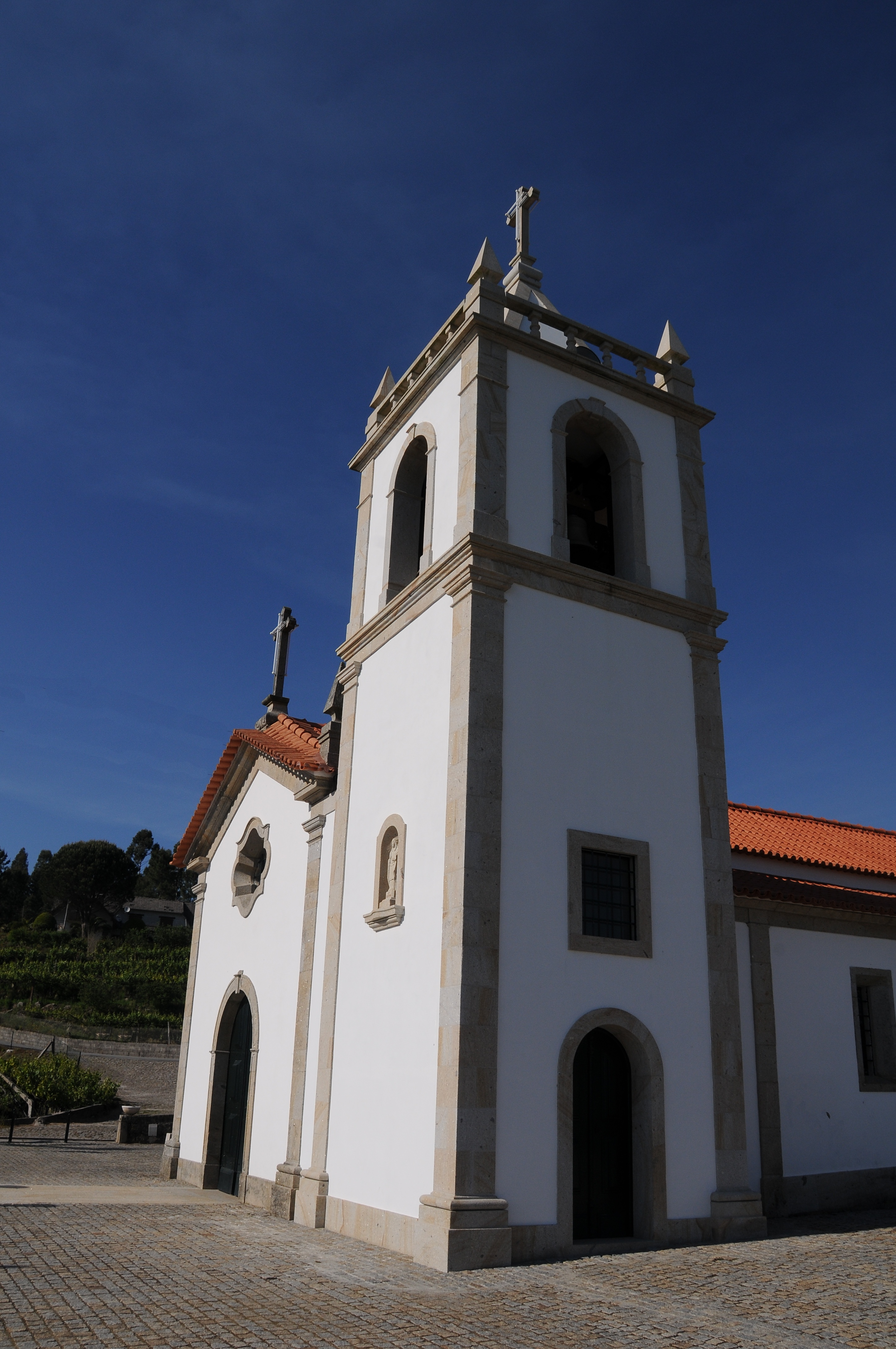
Iglesia de Calheiros